# Zisterzienserinnenabtei Le Perray-aux-Nonnains
Die Zisterzienserinnenabtei Le Perray-aux-Nonnains war von 1248 bis 1790 ein Kloster der Zisterzienserinnen in Écouflant, Département Maine-et-Loire, in Frankreich.

## Geschichte
Der Kreuzfahrer Robert de Sablé stiftete vor 1200 nördlich Angers am Zusammenfluss von Maine und Sarthe in Écouflant (von lateinisch: apud conflentum = am Zusammenfluss) ein Benediktinerkloster, das 1248 mit Zisterzienserinnen besiedelt und Kloster Le Loroux unterstellt wurde. Der Ort Le Perray (von lateinisch perreium oder porretum) hieß in der Folge Le Perray-aux-Nonnains (Nonnen-Perray). Das Kloster stand unter der starken Konkurrenz der Benediktinerinnenabtei Ronceray in Angers. Eine reformwillige Gruppe von Schwestern gründete 1638 in Angers (Rue Saint-Laud) das Priorat Sainte-Catherine. Als es 1790 durch die Französische Revolution zur Schließung des Klosters Le Perray kam, waren noch acht Schwestern am Ort. Heute sind nur noch wenige Reste übrig, darunter vor allem das Eingangsportal. In Écouflant erinnern der Flurname Le Perray und der Straßenname Route du Pont aux Filles (Schwesternbrücke) an das einstige Kloster. In Angers steht noch in der Rue Chevreul die Stadtresidenz der Äbtissin (Hôtel du Perray, aus dem 16. Jahrhundert).

### Handbuchliteratur
- Gallia Christiana, Bd. 14, Spalte 733–735 (mit Äbtissinnenliste).
- Laurent Henri Cottineau: Répertoire topo-bibliographique des abbayes et prieurés. Bd. 2. Protat, Mâcon 1939–1970. Nachdruck: Brepols, Turnhout 1995. Spalte 2256 (Perray-aux-Nonnains) und Bd. 1. Spalte 103 (Angers, Sainte-Catherine); Spalte 104 (Angers, Le Ronceray).
- Bernard Peugniez: Le Guide Routier de l’Europe Cistercienne. Editions du Signe, Straßburg 2012, S. 278.
- Gereon Christoph Maria Becking: Zisterzienserklöster in Europa. Kartensammlung. Lukas Verlag Berlin 2000, ISBN 3-931836-44-4, Blatt 62 B.